# سوندال: مردی که رودخانه را فروخت
سوندال: مردی که رودخانه را فروخت (انگلیسی: Seondal: The Man Who Sells the River; کره‌ای: 봉이 김선달) همچنین با نام کیم سون دال نیز شناخته می‌شود، فیلم محصول کره جنوبی سال ۲۰۱۶ بر پایهٔ یک رمان باستانی طنز دربارهٔ فردی به نام کیم سون دال است که رود ته‌دونگ را فروخت. فیلم‌برداری در ۵ ژوئن ۲۰۱۵ آغاز شد و در ۳۰ سپتامبر ۲۰۱۵ به پایان رسید.

## بازیگران

### اصلی
- یو سونگ-هو در نقش کیم این هونگ / کیم سون دال[۵]
- چو جه هیون در نقش سونگ ده ریون
- کو چانگ-سوک در نقش بو وون
- را می ران در نقش راهبه بودایی یون
- شیومین در نقش گیون یی[۶]